# بزرگراه میان‌ایالتی ۸۶ (غرب)
بزرگراه میان ایالتی ۸۶ (غرب) (به انگلیسی: Interstate-86، مخفف:I-86(W)) یکی از بزرگراه‌های میان ایالتی آمریکاست؛ که مسیر شرقی-غربی داشته و زیرمجموعه ندارد.